# NGC 6426
NGC 6426 (другое обозначение — GCL 76) — шаровое скопление в созвездии Змееносец.
Этот объект входит в число перечисленных в оригинальной редакции «Нового общего каталога».